# يوميكو هوتا
يوميكو هوتا (باليابانية: 堀田祐美子؛ بالكانا: ほった ゆみこ) هي مصارعة محترفة يابانية، ولدت في 10 يناير 1967 في كوبه في اليابان.

## وصلات خارجية
- يوميكو هوتا على موقع شيردوغ (الإنجليزية)
- يوميكو هوتا على موقع CageMatch worker (الإنجليزية)
- يوميكو هوتا على موقع قاعدة بيانات المصارعة على الإنترنت (الإنجليزية)
- يوميكو هوتا على موقع IMDb (الإنجليزية)